# F-84 (航空機)
F-84 サンダージェット
F-84F サンダーストリーク
アメリカ空軍のF-84F
- 用途：戦闘機
- 設計者：アレキサンダー・カートヴェリ（英語版）
- 製造者：リパブリック
- 運用者

  -  アメリカ合衆国（アメリカ空軍）他
- 初飛行：1946年2月28日
- 生産数：7,524機
- 運用開始：1947年11月
- 運用状況：退役
- ユニットコスト：
F-84G：23万7,247USドル
F-84F：76万9,330USドル
- 派生型：

  - XF-91 サンダーセプター
  - XF-84H サンダースクリーチ（英語版）

F-84は、アメリカ合衆国の航空機メーカーのリパブリックで開発され、冷戦期の西側諸国を中心に使用されたジェット戦闘機。P-47の後継として開発された。
大きく分けて、直線翼を持つF-84A～E/G サンダージェット(Thunderjet)と、後退翼を持つF-84F サンダーストリーク(Thunderstreak)に分類され、偵察型のRF-84F サンダーフラッシュ(Thunderflash)、試作に留まったがターボプロップエンジンを装備したXF-84Hのインテークは外側（主翼付け根）に配置されている。後退翼型の技術は後にF-105へと継承されることになる。

## F-84A～E/G サンダージェット

### 開発と特徴
F-84の設計はXP-84として1944年から始まった。初飛行は1946年2月28日。まず実用試験機YP-84Aが15機製造された後、幾度の改設計を加えたF-84Bが空軍に採用され、226機が発注された。1947年からの部隊配備開始と並行してリパブリックでは生産が行われ、約1年間で発注機数を納入している。
ジェット時代初期の機体らしく、エアインテークが機首に配置され、主翼はオーソドックスな直線翼を採用した。しかし、細く洗練された胴体によりF-86とほぼ同等の速度性能を示した。とはいえ高高度での機動性はF-86に劣っており、またエンジン推力が不足気味で「地面を離れようとしないあばずれ」と言われるほど離陸滑走距離が長かった。それでもP-47の後継らしく機体の強靭さには定評があった。またジェット機としては早い段階で空中給油能力が付加され、1950年9月22日にはターボジェット単座戦闘機として初めて空中給油により北大西洋の無着陸横断に成功している。

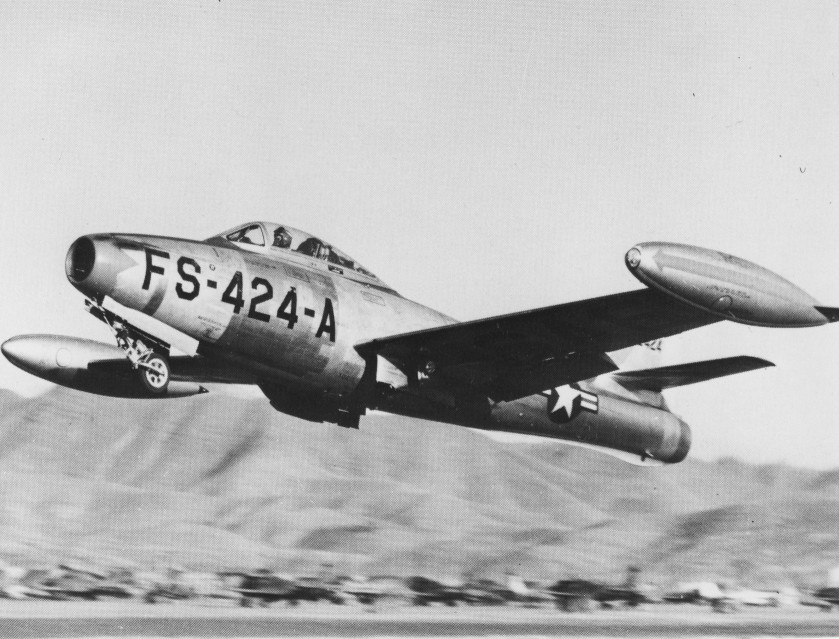
F-84E サンダージェット

最初の量産型であるF-84Bは、整備性にまつわるトラブルや主翼の強度不足が判明したため、1952年に早々と退役し、F-84Cへ生産が移行した。その後も改良が続けられ、最終型となったF-84GはF-84Fの開発遅延を補うために約3,000機が生産された。この型は、単座戦闘機として初めて核爆弾を搭載可能な戦闘爆撃機でもあった。サンダージェットはNATO加盟国を中心とした同盟国にも多数が供与され、1950年代前半の航空兵力の一翼を担った。また、1953年に結成されたサンダーバーズの初代使用機として1955年まで使用された。

### 実戦
1950年に勃発した朝鮮戦争ではF-84D、E、Gが主に対地攻撃において活躍した。戦争へ中華人民共和国が「義勇軍」（中国人民志願軍）の形で介入し出すと鴨緑江を越えて、ソビエト連邦製のMiG-15戦闘機が飛来するようになる。これまで国連軍で用いられていたF-80などの戦闘機はMig-15に性能で凌駕されており、アメリカ空軍は対抗のため急遽、F-86とF-84を投入した。最初に投入されたF-84の部隊は戦略航空軍団所属で爆撃機の護衛を任務とする第27護衛戦闘航空団であり、当初は爆撃や制空戦、B-29爆撃機の護衛任務に用いられたが、Mig-15に対して機動性で劣るF-84は防戦気味になってしまった。その後、制空や護衛任務はF-86が行い、F-84は2tの搭載量と長い航続距離、そして対弾性能の高さを活かし対地攻撃に活用された。それでも8機のMiG-15撃墜を記録している。戦争を通じておおむね3個航空団がF-84による爆撃任務にあたり、特に北朝鮮の補給網を狙う航空阻止で多用された。敵の対空砲火が徐々に強化されて航空機の損害が増加していったので、F-84も緩降下からの爆撃を、より高い高度からの急降下爆撃に切り替えるなど戦術を変えて対抗しながら、休戦まで航空阻止任務を続けた。
また、ポルトガル空軍に供与された機体が、アフリカの植民地における独立戦争において独立派ゲリラに対する掃討作戦に投入されている。

### 諸元
- 全幅:11.1m
- 全長:11.61m
- 全高：3.83m
- 空虚重量：5,043kg
- 総重量:8,455 -10,670kg
- エンジン：J35-A-29 1基
- 推力：24.9kN

F-84Cの三面図

- 最大速度:540kt (1000km/h)
- 実用上昇限度：12,340m
- 航続距離:1,738km
- 武装：12.7mm機銃×6
- 乗員：1名

## F-84F サンダーストリーク

### 開発と特徴

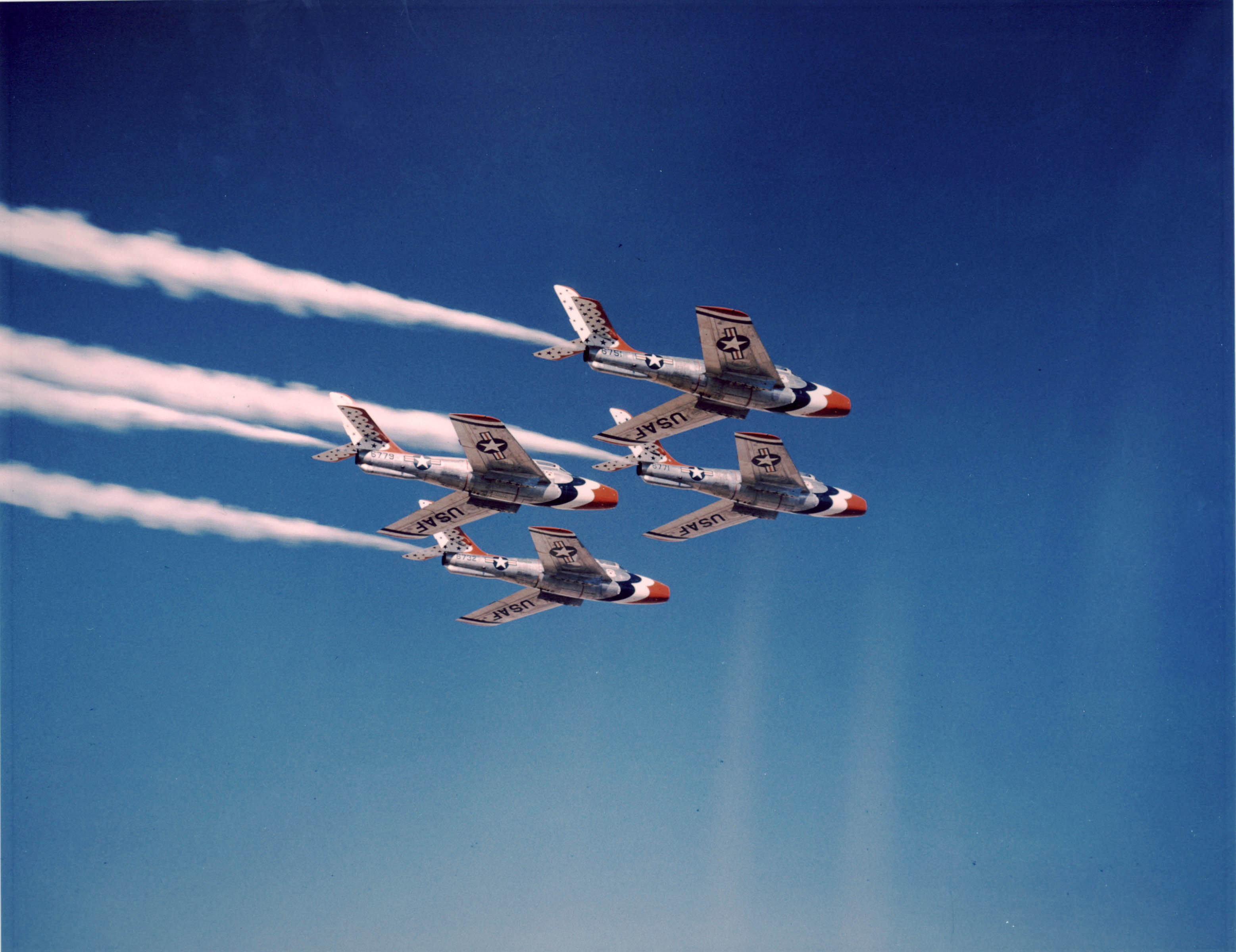
F-84Fによるサンダーバーズ編隊飛行

リパブリックの設計陣は、XP-84の初飛行後から後退翼機の検討を進め、1947年3月にはアメリカ陸軍航空隊へXP-84の後退翼版を提案したが戦後の軍縮の最中であり、この提案を受け入れられる環境にはなかった。1949年に入り、陸軍から独立したアメリカ空軍へ再度提案し、YF-96として試作機1機の開発が認められた。試作機は167日間で完成し、飛行試験が行われたが搭載エンジンのXJ35の推力不足が原因で思うような速度性能が出せず、空軍も採用には消極的だった。
しかし、1950年の朝鮮戦争勃発で戦闘爆撃機が大量に必要になったことから、エンジンを強化した試作機YF-84F 2機の開発を認めた。YF-84Fは燃料搭載量増加のため胴体をサンダージェットと比し太くした上で、エンジンを強力なJ65（アームストロング・シドレー サファイアのライセンス生産型）に換装し、1950年6月3日の初飛行で大幅な性能向上を示したため直ちに採用された。しかしエンジンの不具合により配備は1954年までずれ込み、朝鮮戦争には間に合わなかった。
後退翼の採用とエンジンの強化により速度性能が向上したが、太い胴体と大型化した空気取り入れ口によって空気抵抗が増加し、F-86を僅かに上回る程度しか向上しなかった。また重量増加により機動性は逆に低下してしまっていた。しかしサンダージェットから受け継いだ搭載量と航続性能はさらに高まっており、総合的な性能は向上したと言える。
偵察機型RF-84Fはサンダーフラッシュ（Thunderflash）の愛称で呼ばれ、空気取り入れ口が主翼付け根に移され、再設計された機首に合計6台のカメラが設置されたことで外見が大きく変化している。
サンダーストリークは偵察機型も合わせ3,426機が生産された。この内、約1,600機がサンダージェットを運用していた同盟国に後継機として供与された。また、サンダーバーズの2代目使用機として1955年から1956年の1年間だけ使用された。配備された頃には既にセンチュリーシリーズに代表される超音速ジェット戦闘機が登場し始めており、性能面で特に優れている所がないと判断されたため、基本的に対地攻撃機・戦闘爆撃機として使用された。1960年代に入ると早くも第一線を退いている。なお、サンダーフラッシュはギリシャにおいて1991年まで運用されていた。

### 実戦
配備が朝鮮戦争終結後で、ベトナム戦争開戦時には第一線を退いていたためほとんど実戦経験はなく、フランス空軍機が1956年のスエズ動乱においてエジプトを空爆した程度である。

### スペック

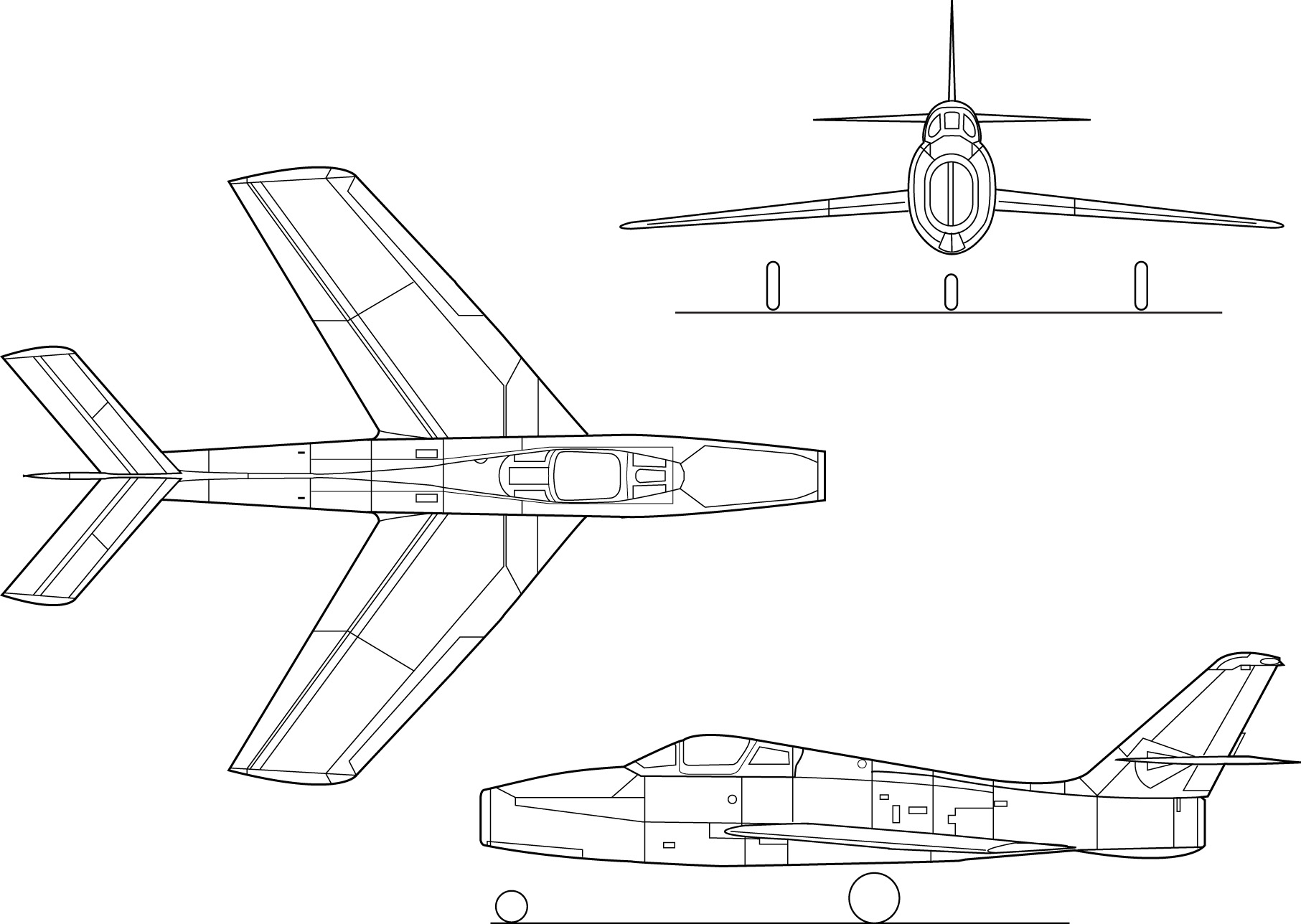
F-84Fの三面図

#### F-84F サンダーストリーク
出典: Geschichte der Luftwaffe (2017年). “F-84F Thunderstreak” (ドイツ語). 2019年5月19日閲覧。
諸元
- 乗員: 1名
- 全長: 13.23m
- 全高: 4.57m
- 翼幅: 10.23m
- 空虚重量: 6,270㎏
- 最大離陸重量: 12,000㎏
- 動力: カーチス・ライト J65-W-3/W-7 軸流式ターボジェット、32.1 kN（J65-W-3）  J65-W-7は34.7kN × 1基

性能
- 最大速度: 1,100km/h
- 巡航速度: 860km/h
- 航続距離: 3,000km
- 実用上昇限度: 13,500m
- 離陸滑走距離: m （ft）
- 着陸滑走距離: m （ft）

武装
- 最大2,700㎏までの爆弾、ロケット弾、増槽を搭載可能
- 固定武装: 12.7mm重機関銃×6挺

#### RF-84F サンダーフラッシュ
出典: Geschichte der Luftwaffe (2017年). “RF-84F Thunderflash” (ドイツ語). 2019年5月19日閲覧。
諸元
- 乗員: 1名
- 全長: 14.48m
- 全高: 4.57m
- 翼幅: 10.21m
- 空虚重量: 6,360㎏
- 最大離陸重量: 11,500㎏
- 動力: カーチス・ライト J65-W-3 軸流式ターボジェット、32.1 kN   × 1基

性能
- 最大速度: 1,010km/h
- 巡航速度: 870km/h
- 航続距離: 3,200km
- 実用上昇限度: 12,000m
- 離陸滑走距離: m （ft）
- 着陸滑走距離: m （ft）

武装
- 固定武装: 12.7mm重機関銃×4挺
- アビオニクス: 機首に6基の偵察用カメラを搭載

## 派生型

### サンダージェット
XP-84
試作機。2機製造。
XP-84A
増加試作機。
YP-84A
実用試験機。15機製造。
F-84B
初期量産型。226機製造。
EF-84B
トムトム計画用の寄生戦闘機。B-36爆撃機を護衛するため、その翼端にF-84を取付けるというもの。XF-85の失敗を受け、より現実的プランとして考えられたが、結局はものにならなかった。
F-84C
エンジンをJ35-A-13に換装。191機製造。
F-84D
エンジンをJ35-A-17に換装。燃料システムや降着装置も改良された。154機製造。
F-84E
エンジンをJ35-A-17Dに換装。胴体を延長し、燃料容量を拡大、レーダー照準器や離陸補助ロケットの装備が可能。843機製造。
EF-84E
各種テスト用。空中給油の試験にも使われた。
F-84G
戦闘爆撃機型。エンジンをJ35-A-29に換装。空中給油能力や自動操縦装置を追加。キャノピーが破裂する事故が起きていたことから、フレームを追加して強化したキャノピーを標準装備し、以前の型も後から換装された。3,025機製造。
EF-84G
ゼロ距離発進用の試作機。
F-84KX
アメリカ海軍で使用した無人標的機型。80機改装。

### サンダーストリーク

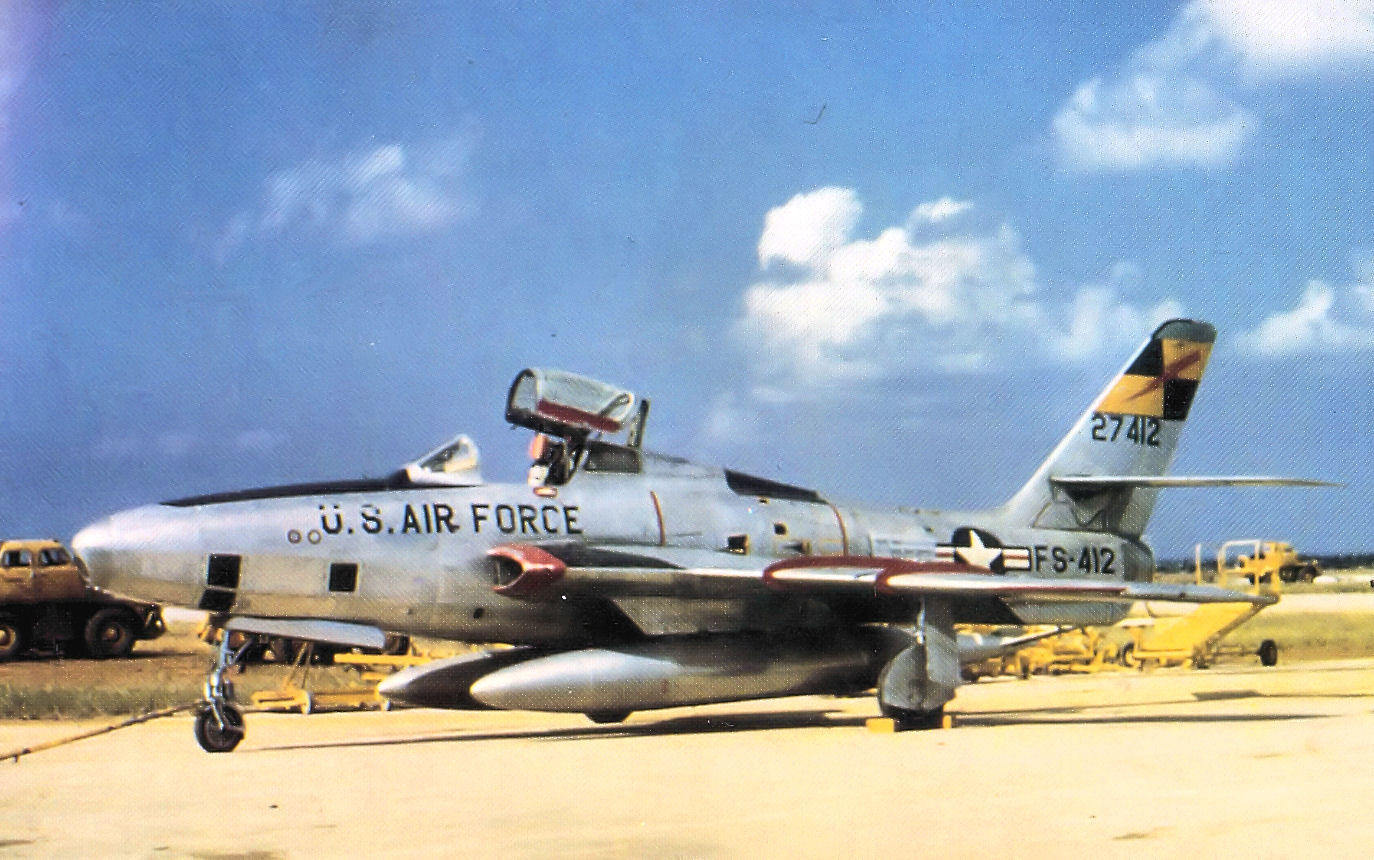
RF-84F サンダーフラッシュ

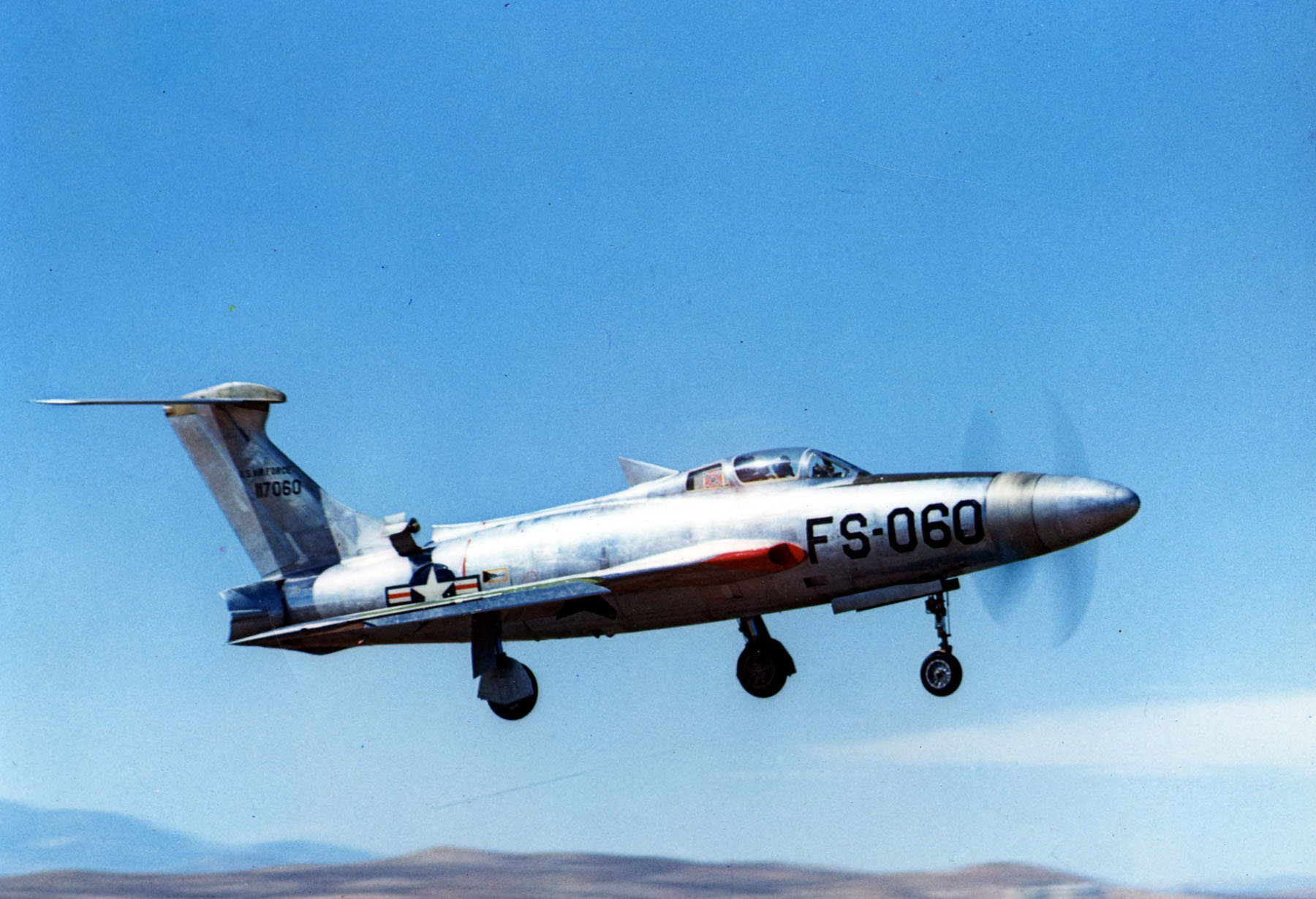
XF-84H サンダースクリーチ

YF-96
F-84Fの試作機。
F-84F
後退翼型。
GRF-84F
寄生戦闘機。24機改装。
RF-84F
偵察機型。715機製造。機首に偵察用カメラを搭載するスペースを確保するため、空気取入口を左右の主翼付け根部分に移動させ、主翼上に左右各2枚の層流阻害板を取り付けたほか、垂直尾翼の幅が小さくなっている。独自にサンダーフラッシュ（Thunderflash）の愛称で呼ばれた。
GRF-84F/RF-84K
FICON計画における寄生戦闘機としてGBR-36爆弾倉への装着装置が設置された型。GRF-84FよりRF-84Kへと改称された。RF-84F同様サンダーフラッシュ（Thunderflash）の愛称で呼ばれた。
XF-84H
当時、高速と大航続力を実現する手段として期待されていたアリソンT40ターボプロップエンジンと超音速プロペラ装備の試作機。期待通りの性能は得られず、方向安定性の欠如、振動など多くの問題が露呈し、さらに40km先でも地上でのエンジンテストの音が聞こえたほど騒音がひどかった。非公式にサンダースクリーチ（Thunderscreech、リパブリック社の伝統的愛称のサンダーに「金切り声」を意味するスクリーチを組み合わせた合成語）の愛称で呼ばれた。
YF-84J
J73エンジン装備。試作のみ。

## 採用国
ベルギー
- ベルギー空軍（F-84E/G/F,RF-84F）

 中華民国（台湾）
- 中華民国空軍（F-84G,RF-84F）

 デンマーク
- デンマーク空軍（F-84E/G,RF-84F）

 フランス
- フランス空軍（F-84E/G/F,RF-84F）

 西ドイツ
- 西ドイツ空軍（F-84F,RF-84F）

 ギリシャ
- ギリシャ空軍（F-84G/F,RF-84F）

 イラン
- イラン空軍（F-84G/F,RF-84F）

 イタリア
- イタリア空軍（F-84G/F,RF-84F）

 オランダ
- オランダ空軍（F-84E/G/F,RF-84F）

 ノルウェー
- ノルウェー空軍（F-84E/G,RF-84F）

 ポルトガル
- ポルトガル空軍（F-84G）

 タイ
- タイ王国空軍（F-84G）

 トルコ
- トルコ空軍（F-84G/F,RF-84F）

 アメリカ合衆国
- アメリカ空軍

 ユーゴスラビア
- ユーゴスラビア空軍（F-84G）

## 登場作品

### 映画
『追撃機』
北朝鮮空軍のMiG-15役でF型が登場。朝鮮戦争にて、アメリカ空軍のF-86Fと激しい空中戦を繰り広げる。
撮影には、アメリカ空軍の全面協力で実物が使用されている。

### ゲーム
『War Thunder』
アメリカ、ドイツ、中国、イタリア、日本(タイ空軍仕様)の空軍ツリーにてジェット戦闘機として開発可能。開発後はプレイヤーが操縦できる。